# Камполунго-Вила Сант'Антонио (Асколи Пичено)
Камполунго-Вила Сант'Антонио (итал. Campolungo-Villa Sant'Antonio) насеље је у Италији у округу Асколи Пичено, региону Марке.
Према процени из 2011. у насељу је живело 716 становника. Насеље се налази на надморској висини од 65 м.